# Calcis (ninfa)
En la mitología griega Calcis o Cálcide (en griego Χαλκίς, Khalkhís, que tiene relación con el «bronce») era una ninfa hija del dios fluvial Asopo y de Métope, hija del río Ladón. Probablemente dio su nombre a la ciudad de Calcis, que es la metrópolis de Eubea. En algunas monedas antiguas de Calcis aparecía representada la cabeza de la ninfa. Cálcide pudiera ser la misma que Eubea, otra hija de Asopo.
El autor de la Forónide sé refiere a los curetes ya como «flautistas», ya como «frigios», y otros escritores los llaman «hijos de la tierra» y «portadores de broncíneos escudos». Estrabón dice que los curetes fueron los primeros que en Eubea llevaron armas de bronce, por lo que también recibieron el nombre de «calcideos (broncíneos)». E incluso se cree entonces de Cálcide, en virtud de su etimología, pudiera ser la madre de los curetes. En otras fuente la madre de los curetes es llamada «Combe, que antes se llamaba Cálcide».